# Molophilus terminans
Molophilus terminans är en tvåvingeart som beskrevs av Alexander 1922. Molophilus terminans ingår i släktet Molophilus och familjen småharkrankar. Inga underarter finns listade i Catalogue of Life.